# Урлауб, Егор Фёдорович

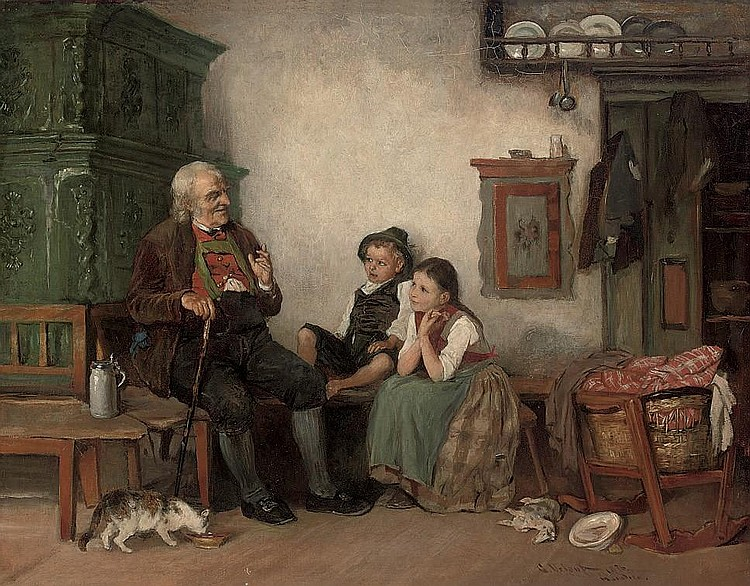
Рассказы дедушки

Егор Фёдорович Урлауб (Урлаб) (при рождении Иоганн Георг Кристиан Урлауб, нем. Johann-Georg-Christian Urlaub; 1845, Санкт-Петербург—1914, Штарнберг) — русский исторический и жанровый живописец немецкого происхождения, академик Императорской Академии художеств.

## Биография и творчество
Его прадед — Георг Карл Урлауб и прапрадед — Георг Кристиан Урлауб также были художниками.
Дед Егора Федоровича, Август Урлауб, унаследовавший семейную профессию, родился в Ганау. Его жена — Генриетта Элизабет Урлауб (урожд. Мюллер; (1783—1836), также художница. В 1837 году годов Август Урлауб переехал из Любека в Петербург вместе с женой и детьми —  сыновьями Федором (Теодором; 1814–1888) и Яковом (1815–1878) и дочерью. 
Отец Егора Федоровича, Федор Августович, был подданным Российской империи с 1872 года. Мать — Христина Лаубер. В семье было четверо детей: дочь Августа и сыновья — Людвиг, Франц и Егор. 
Получив общее образование в Училище при местной немецкой реформатской церкви, Е.Урлауб в 1860 году поступил в ученики Императорской академии художеств, в 1869 году побывал за границей и брал уроки у А. фон Вернера, и в том же году был удостоен от Академии малой золотой медали за написанную по программе картину «Иов и его друзья». 
В 1871 году получил большую золотую медаль за исполнение программы «Воскрешение дочери Иаира» (наход. в музее Академии), причём ему было разрешено, для приобретения права быть посланным за границу в качестве пенсионера Академии, представить ей картину, написанную на тему, им самим выбранную, но в 1872 году он уехал за рубеж за свой счёт.  Также золотые медали получили еще четверо студентов — М.М.Зеленский, И.Е.Репин, В.Д.Поленов, Е.К.Макаров — что было беспрецедентным случаем, так как в год присуждалась одна, редко — две золотые медали. 
В 1877 году был зачислен в пенсионеры академии, а в 1879 году за картины «Похороны скандинавского воина», «Исповедь», «Боярин» (в Третьяковской галерее в Москве, приобретена Павлом Третьяковым в 1879 году), «Больное дитя», «Шпион под стражей» и «Соколиная охота» возведён в звание академика.  Из его работ, кроме упомянутых, наиболее значительны: «Сцена из тридцатилетней войны» (1884) и «Санчо Панса в роли губернатора». Также Е.Ф.Урлауб иллюстрировал романы Вальтера Скотта.
Урлауб писал преимущественно в импрессионистической и реалистической манере; в его творчестве можно увидеть ориентацию на барбизонскую школу, а в более поздних работах — на мюнхенскую школу.
С 1881 года постоянно проживал за границей. С 1886 по 1889 год жил в Париже, а затем поселился в Мюнхене. 

## Семья
В 1883 году женился на Каролине Трухсс фон Вецхаузен. Детей в семье не было. Егор Федорович Урлауб был последним художником из семьи живописцев Урлауб. 
Двоюродные братья: Людвиг Яковлевич Урлауб и Иван Яковлевич Урлауб. 
Внучатая племянница (внучка его родного брата Людвига Федоровича Урлауба) — актриса Татьяна Пилецкая. 